# Boris van der Ham
Boris van der Ham (sinh ngày 29 tháng 8 năm 1973) là một nhà văn, nhà nhân văn, cựu chính khách và diễn viên người Hà Lan. Vào ngày 23 tháng 5 năm 2002, ông trở thành thành viên của Hạ viện cho đảng Dân chủ 66, một đảng tự do xã hội. Kể từ ngày 24 tháng 11 năm 2012, ông là chủ tịch của Humanistisch Verbond.

## Đời tư
Van der Ham được nuôi dưỡng phi tôn giáo, mặc dù cha mẹ ông được nuôi dạy theo đạo Tin lành chính thống. Van der Ham có cảm tình với Remonstranten, nhưng tự gọi mình là người theo thuyết bất khả tri. Ông là người đồng tính công khai và bố của một đứa con trai và con gái.

## Cuốn sách
- Voortrekkers en Baanbrekers (2007)
- De Vrije Moraal (2012)
- De Koning Kun Je Niet Spelen (2014)
- Nieuwe Vrijdenkers (2018)